# Стефан Сіміан
Стефан Сіміан (фр. Stéphane Simian; нар. 8 червня 1967) — колишній французький тенісист.
Найвищу одиночну позицію світового рейтингу — 41 місце досяг 19 липня 1993, парну — 56 місце — 7 листопада 1994 року.
Здобув 2 одиночні та 2 парні титули.
Найвищим досягненням на турнірах Великого шолома було 3 коло в одиночному та парному розрядах.
Завершив кар'єру 1998 року.

## Фінали турнірів ATP за кар'єру

### Одиночний розряд: 2 (2 поразки)
| Легенда                         |
| ------------------------------- |
| Турніри Великого шлема (0–0)    |
| Фінали Світового туру ATP (0–0) |
| Серія Мастерс ATP (0–0)         |
| Серія турнірів ATP (0–0)        |
| Світова серія ATP (0–2)         |

| Фінали за покриттям |
| ------------------- |
| Тверде (0–1)        |
| Ґрунт (0–0)         |
| Трава (0–1)         |
| Килим (0–0)         |

| Фінали за типом корту |
| --------------------- |
| Відкритий корт (0–2)  |
| Закритий корт (0–0)   |

| Результат | В-П | Дата     | Турнір                                         | Рівень        | Покриття | Суперник      | Рахунок       |
| --------- | --- | -------- | ---------------------------------------------- | ------------- | -------- | ------------- | ------------- |
| Поразка   | 0–1 | Жов 1992 | Тель-Авів, Ізраїль                             | Світова серія | Тверде   | Джефф Таранго | 6–4, 3–6, 4–6 |
| Поразка   | 0–2 | Чер 1996 | Rosmalen Grass Court Championships, Нідерланди | Світова серія | Трава    | Річі Ренеберг | 4–6, 0–6      |

### Парний розряд: 3 (2–1)
| Легенда                         |
| ------------------------------- |
| Турніри Великого шлема (0–0)    |
| Фінали Світового туру ATP (0–0) |
| Серія Мастерс ATP (0–0)         |
| Серія турнірів ATP (0–0)        |
| Світова серія ATP (2–1)         |

| Фінали за покриттям |
| ------------------- |
| Тверде (2–0)        |
| Ґрунт (0–1)         |
| Трава (0–0)         |
| Килим (0–0)         |

| Фінали за типом корту |
| --------------------- |
| Відкритий корт (2–1)  |
| Закритий корт (0–0)   |

| Результат | В-П | Дата     | Турнір                       | Рівень        | Покриття | Партнер       | Суперники                   | Рахунок       |
| --------- | --- | -------- | ---------------------------- | ------------- | -------- | ------------- | --------------------------- | ------------- |
| Перемога  | 1–0 | Січ 1994 | Qatar ExxonMobil Open, Катар | Світова серія | Тверде   | Олів'є Делетр | Шелбі Кеннон Байрон Талбот  | 6–3, 6–3      |
| Перемога  | 2–0 | Кві 1994 | Сеул, Південна Корея         | Світова серія | Тверде   | Кенні Торн    | Кент Кіннієр Себастьян Ларо | 6–4, 3–6, 7–5 |
| Поразка   | 2–1 | Тра 1994 | Корал-Спрінгс, США           | Світова серія | Ґрунт    | Кен Флек      | Лен Бейл Бретт Стівен       | 3–6, 5–7      |

## Фінали ATP Челленджер і ITF Ф'ючерс

### Одиночний розряд: 6 (2–4)
| Легенда              |
| -------------------- |
| ATP Челленджер (2–4) |
| ITF Ф'ючерс (0–0)    |

| Фінали за покриттям |
| ------------------- |
| Тверде (1–4)        |
| Ґрунт (0–0)         |
| Трава (0–0)         |
| Килим (1–0)         |

| Результат | В-П | Дата     | Турнір                        | Рівень     | Покриття | Суперник       | Рахунок       |
| --------- | --- | -------- | ----------------------------- | ---------- | -------- | -------------- | ------------- |
| Поразка   | 0–1 | Лип 1991 | Нью-Гейвен (Коннектикут), США | Челленджер | Тверде   | Алекс О'Браєн  | 4–6, 4–6      |
| Поразка   | 0–2 | Сер 1992 | Стамбул, Туреччина            | Челленджер | Тверде   | Генрік Гольм   | 6–7, 2–6      |
| Перемога  | 1–2 | Лют 1993 | Ренн, Франція                 | Челленджер | Килим    | Ніклас Культі  | 6–4, 7–6      |
| Поразка   | 1–3 | Кві 1996 | Сліма, Мальта                 | Челленджер | Тверде   | Хішам Аразі    | 7–6, 6–7, 0–6 |
| Перемога  | 2–3 | Кві 1996 | Фергана, Узбекистан           | Челленджер | Тверде   | Ноам Бер       | 7–6, 7–6      |
| Поразка   | 2–4 | Тра 1996 | Андижан, Узбекистан           | Челленджер | Тверде   | Грант Стеффорд | 2–6, 7–6, 4–6 |

### Парний розряд: 7 (5–2)
| Легенда              |
| -------------------- |
| ATP Челленджер (5–2) |
| ITF Ф'ючерс (0–0)    |

| Фінали за покриттям |
| ------------------- |
| Тверде (3–1)        |
| Ґрунт (0–0)         |
| Трава (1–0)         |
| Килим (1–1)         |

| Результат | В-П | Дата     | Турнір                    | Рівень     | Покриття | Партнер            | Суперники                           | Рахунок       |
| --------- | --- | -------- | ------------------------- | ---------- | -------- | ------------------ | ----------------------------------- | ------------- |
| Перемога  | 1–0 | Сер 1992 | Стамбул, Туреччина        | Челленджер | Тверде   | Бертран Лемерсьє   | Роберто Саад Роджер Сміт            | 7–6, 7–6      |
| Перемога  | 2–0 | Сер 1994 | Сеговія, Іспанія          | Челленджер | Тверде   | Родольф Жільбер    | Серхіо Касаль Еміліо Санчес Вікаріо | 6–4, 3–6, 7–6 |
| Перемога  | 3–0 | Лип 1995 | Бристоль, Велика Британія | Челленджер | Трава    | Ліонель Бартез     | Сандер Гройн Арне Томс              | 7–5, 7–5      |
| Перемога  | 4–0 | Вер 1996 | Ольбія, Італія            | Челленджер | Тверде   | Нікола Бруно       | Джефф Грант Мауріс Руа              | 7–5, 6–4      |
| Перемога  | 5–0 | Січ 1997 | Гайльбронн, Німеччина     | Челленджер | Килим    | Олів'є Делетр      | Патрік Баур Клінтон Феррейра        | 6–7, 6–3, 7–6 |
| Поразка   | 5–1 | Лют 1998 | Любек, Німеччина          | Челленджер | Килим    | Туомас Кетола      | Лоренцо Манта Ендрю Річардсон       | 6–7, 2–6      |
| Поразка   | 5–2 | Бер 1998 | Шербур, Франція           | Челленджер | Тверде   | Жан-Філіпп Флер'ян | Массімо Ардінгі Массімо Бертоліні   | 3–6, 6–2, 4–6 |

## Досягнення
| W | Ф | ПФ | ЧФ | #Р | КТ | К# | DNQ | A | NH |

### Одиночний розряд
| Турніри Великого шлему                 |     |     |     |     |     |     |     |     |        |       |     |
| Відкритий чемпіонат Австралії з тенісу |     |     | 3р  | 3р  |     |     | 2р  |     | 0 / 3  | 5–3   | 63% |
| Відкритий чемпіонат Франції з тенісу   |     | 1р  | 1р  | 1р  | К1р | 1р  | 3р  | К1р | 0 / 5  | 2–5   | 29% |
| Вімблдонський турнір                   | К3р | К2р | 2р  | 1р  | 1р  |     | К2р |     | 0 / 3  | 1–3   | 25% |
| Відкритий чемпіонат США з тенісу       | 3р  | К2р | 1р  | К2р | К2р | 1р  | К2р | К1р | 0 / 3  | 2–3   | 40% |
| В-П                                    | 2–1 | 0–1 | 3–4 | 2–3 | 0–1 | 0–2 | 3–2 | 0–0 | 0 / 14 | 10–14 | 42% |
| Тур ATP Мастерс 1000                   |     |     |     |     |     |     |     |     |        |       |     |
| Монте-Карло                            |     |     |     |     | К1р |     |     |     | 0 / 0  | 0–0   | –   |
| Мастерс Канада                         |     |     | 1р  |     |     |     |     |     | 0 / 1  | 0–1   | 0%  |
| Мастерс Цинциннаті                     |     |     | 1р  |     |     |     |     |     | 0 / 1  | 0–1   | 0%  |
| Париж                                  |     |     |     |     |     | К1р | К1р |     | 0 / 0  | 0–0   | –   |
| В-П                                    | 0–0 | 0–0 | 0–2 | 0–0 | 0–0 | 0–0 | 0–8 | 0–0 | 0 / 2  | 0–2   | 0%  |

### Парний розряд
| Турніри Великого шлему                 |     |     |     |     |     |     |     |     |        |      |     |
| Відкритий чемпіонат Австралії з тенісу |     |     |     | 1р  |     |     |     |     | 0 / 1  | 0–1  | 0%  |
| Відкритий чемпіонат Франції з тенісу   |     |     | 1р  | 3р  | 1р  | 1р  | 2р  | 1р  | 0 / 6  | 3–6  | 33% |
| Вімблдонський турнір                   | К1р | К1р |     | 2р  |     |     | 1р  |     | 0 / 2  | 1–2  | 33% |
| Відкритий чемпіонат США з тенісу       |     |     |     | 1р  |     |     |     |     | 0 / 1  | 0–1  | 0%  |
| В-П                                    | 0–0 | 0–0 | 0–1 | 3–4 | 0–1 | 0–1 | 1–2 | 0–1 | 0 / 10 | 4–10 | 29% |
| Тур ATP Мастерс 1000                   |     |     |     |     |     |     |     |     |        |      |     |
| Париж                                  |     |     |     |     |     |     | 1р  |     | 0 / 1  | 0–1  | 0%  |
| В-П                                    | 0–0 | 0–0 | 0–0 | 0–0 | 0–0 | 0–0 | 0–1 | 0–0 | 0 / 1  | 0–1  | 0%  |